# Cecoslovacchia ai Giochi della VIII Olimpiade
La Cecoslovacchia partecipò ai Giochi della VIII Olimpiade, svoltisi a Parigi dal 4 maggio al 27 luglio 1924,  
con una delegazione di 133 atleti impegnati in 16 discipline,
aggiudicandosi 1 medaglia d'oro, 4 medaglie d'argento e 5 medaglie di bronzo.

## Medagliere

### Per discipline
| Sport             | Oro | Argento | Bronzo | Totale |
| ----------------- | --- | ------- | ------ | ------ |
| Ginnastica        | 1   | 4       | 4      | 9      |
| Sollevamento pesi | 0   | 0       | 1      | 1      |
| Totale            | 1   | 4       | 5      | 10     |

### Medaglie
| Medaglia | Atleta            | Sport             | Evento                        |
| -------- | ----------------- | ----------------- | ----------------------------- |
| Oro      | Bedřich Šupčík    | Ginnastica        | Salita alla fune              |
| Argento  | Robert Pražák     | Ginnastica        | Concorso individuale maschile |
| Argento  | Robert Pražák     | Ginnastica        | Anelli                        |
| Argento  | Robert Pražák     | Ginnastica        | Parallele simmetriche         |
| Argento  | Jan Koutný        | Ginnastica        | Volteggio al cavallo          |
| Bronzo   | Bedřich Šupčík    | Ginnastica        | Concorso individuale maschile |
| Bronzo   | Ladislav Vácha    | Ginnastica        | Anelli                        |
| Bronzo   | Bohumil Mořkovský | Ginnastica        | Volteggio al cavallo          |
| Bronzo   | Ladislav Vácha    | Ginnastica        | Salita alla fune              |
| Bronzo   | Bohumil Durdis    | Sollevamento pesi | Pesi leggeri                  |

## Risultati

### Calcio
| Atleta | Classifica |                           |
| --- | --- | ------------------------- |
| V · D · M Nazionale cecoslovacca · Calcio ai Giochi Olimpici Estivi 1924 P Hochmann · P J. Sloup · D A. Hojer · D F. Hojer · D Kuchynka · D Seifert · C Červený · C Kolenatý · C Krombholz · C Mahrer · C Pešek · C Pleticha · A Čapek · A Kratochvíl · A Jelínek · A Ja. Novák · A Jo. Novák · A O. Novák · A Řehák · A Sedláček · A R. Sloup · A Vlček · CT : Bezecný | 9° |                           |
| Nazionale cecoslovacca · Calcio ai Giochi Olimpici Estivi 1924 | |                           |
| P Hochmann · P J. Sloup · D A. Hojer · D F. Hojer · D Kuchynka · D Seifert · C Červený · C Kolenatý · C Krombholz · C Mahrer · C Pešek · C Pleticha · A Čapek · A Kratochvíl · A Jelínek · A Ja. Novák · A Jo. Novák · A O. Novák · A Řehák · A Sedláček · A R. Sloup · A Vlček · CT: Bezecný                                                                           | P Hochmann · P J. Sloup · D A. Hojer · D F. Hojer · D Kuchynka · D Seifert · C Červený · C Kolenatý · C Krombholz · C Mahrer · C Pešek · C Pleticha · A Čapek · A Kratochvíl · A Jelínek · A Ja. Novák · A Jo. Novák · A O. Novák · A Řehák · A Sedláček · A R. Sloup · A Vlček · CT: Bezecný | Cecoslovacchia (bandiera) |

### Pallanuoto
| Atleta | Classifica |                           |
| --- | --- | ------------------------- |
| V · D · M Nazionale maschile cecoslovacca di pallanuoto · Giochi olimpici - Parigi 1924 Ankrt · Franěk · Hora · Klempfner · Kůrka · Neményi · Reitman · Tomášek · Vacín · Černík · J. Hummelhans · CT : František Černík | 6° |                           |
| Nazionale maschile cecoslovacca di pallanuoto · Giochi olimpici - Parigi 1924 | |                           |
| Ankrt · Franěk · Hora · Klempfner · Kůrka · Neményi · Reitman · Tomášek · Vacín · Černík · J. Hummelhans · CT: František Černík                                                                                          | Ankrt · Franěk · Hora · Klempfner · Kůrka · Neményi · Reitman · Tomášek · Vacín · Černík · J. Hummelhans · CT: František Černík | Cecoslovacchia (bandiera) |